# ロジャー・イーノ
ロジャー・イーノ（Roger Eugene Eno、1959年4月29日 - ）は、イギリス・サフォーク州・ウッドブリッジ出身の音楽家である。実兄のブライアン・イーノとともにアンビエント音楽のアーティストとして知られている。
ブライアン・イーノのアルバム『アポロ』にダニエル・ラノワと参加した後、本格的に音楽活動を始める。ピアノの他、さまざまな楽器を演奏する事ができるマルチプレイヤーである。初期の音楽活動は兄・ブライアンのいくつかの作品に参加しただけであったが、以降は同じアンビエント音楽というジャンルに止まりながらも独自の活動を続けている。
元ドリーム・アカデミーのメンバーであったケイト・セント・ジョンとデュオでアルバムを制作したほか、彼女やビル・ネルソン、ララージとのグループ「チャンネル・ライト・ヴェッセル」を結成した事等が、活動として特筆される。
2020年には兄ブライアンとは初めて共同名義のアルバム『ミキシング・カラーズ』を、クラシックレーベルで知られるドイツ・グラモフォンから発売。このアルバムの縁で、同レーベルから2022年にソロアルバム『ターニング・イヤー』を発売。

## ディスコグラフィ

### リーダー・アルバム
- 『アポロ』 - Apollo: Atmospheres and Soundtracks (1983年、Virgin) ※with ブライアン・イーノ、ダニエル・ラノワ
- 『ヴォイス』 - Voices (1985年、EG Records/Virgin)
- 『ビトウィーン・タイズ』 - Between Tides (1988年、All Saints Records)
- 『ミュージック・フォー・フィルムズIII』 - Music for Films III (1988年、Opal Records)
- Islands (1989年、Voiceprint Records/La Cooka Ratcha) ※with ララージ)
- 『イン・ナ・ルーム』 - In a Room (1993年) ※with ハルモニア・アンサンブル
- 『ザ・ファミリアー』 - The Familiar (1993年、All Saints Records) ※with ケイト・セント・ジョン
- 『オートマティック』 - Automatic (1994年、All Saints Records) ※チャンネル・ライト・ヴェッセル名義
- 『迷宮』 - Lost In Translation (1995年、All Saints Records)
- The Night Garden (1995年、Voiceprint Records/La Cooka Ratcha)
- 『スウィミング』 - Swimming (1996年、All Saints Records)
- 『エクセレント・スピリッツ』 - Excellent Spirits (1996年、All Saints Records) ※チャンネル・ライト・ヴェッセル名義
- The Music of Neglected English Composers (1997年、Voiceprint Records/Resurgence)
- The Flatlands (1998年、All Saints Records)
- Damage (1999年、All Saints Records) ※with ロル・ハモンド
- The Appointed Hour (1999年、FIE! Records) ※with ピーター・ハミル
- Classical Music for Those with No Memory (2000年) ※with ハルモニア・アンサンブル
- The Long Walk (2000年、Voiceprint Records/La Cooka Ratcha)
- Getting Warmer (2002年、Burning Shed Records)
- 18 Keyboard Studies By Hans Friedrich Micheelsen (2002年、Opal Records)
- Fragile (Music) (2005年、Burning Shed Records)
- Roger Eno At Lincoln Cathedral (2005年) ※ライブ
- Transparencies (2006年) ※with Plumbline
- Anatomy (2008年、Burning Shed Records)
- Flood (2008年、Burning Shed Records)
- Endless City / Concrete Garden (2013年) ※with Plumbline
- This Floating World (2017年、Recital Records)
- Dust of Stars (2018年、Painted World Music)
- 『ミキシング・カラーズ』 - Mixing Colours (2020年、Deutsche Grammophon) ※with ブライアン・イーノ

### 参加アルバム
- ハルモニア・アンサンブル : Harmonia meets Zappa (1994年、Materiali Sonori)
- ブライアン・イーノ : 『ラックス』 - Lux (2012年、Warp)
- デヴィッド・ギルモア : 『飛翔』 - Rattle That Lock (2015年、Columbia Records)